# Ravanoa xiphialis
Ravanoa xiphialis là một loài bướm đêm trong họ Crambidae.